# Daqiao (köping i Kina, Shandong, lat 36,78, long 117,02)
Daqiao (kinesiska: 大桥镇, 大桥) är en köping i Kina. Den ligger i provinsen Shandong, i den östra delen av landet, omkring 14 kilometer norr om provinshuvudstaden Jinan.
Genomsnittlig årsnederbörd är 841 millimeter. Den regnigaste månaden är juli, med i genomsnitt 315 mm nederbörd, och den torraste är januari, med 6 mm nederbörd.